# (17823) Bartels
(17823) Bartels est un astéroïde de la ceinture principale.

## Description
(17823) Bartels est un astéroïde de la ceinture principale. Il fut découvert le 1er avril 1998 à Oaxaca de Juárez par James M. Roe. Il présente une orbite caractérisée par un demi-grand axe de 2,43 UA, une excentricité de 0,13 et une inclinaison de 4,1° par rapport à l'écliptique.

## Compléments